# Cappella dei Santi Giacomo e Filippo
La cappella dei Santi Giacomo e Filippo è un cappella cattolica situata nella zona di Cassisi, in via Santi Giacomo e Filippo, nel comune di Celle Ligure in provincia di Savona.

## Storia e descrizione

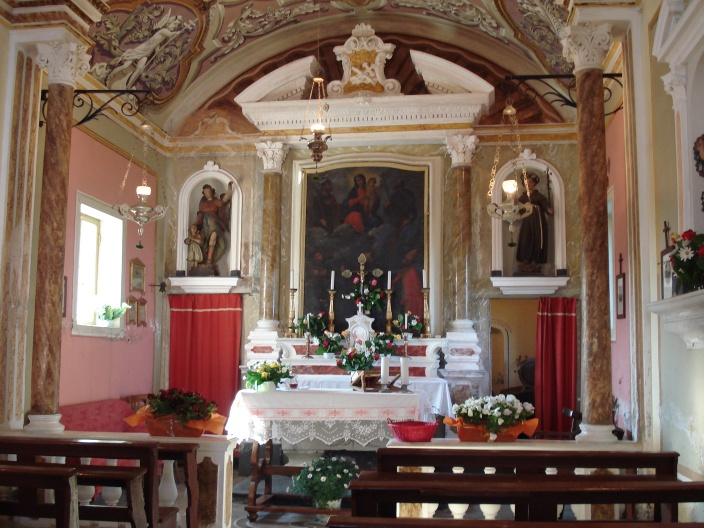
L'interno della cappella

La cappella sorge a lato di un incrocio, isolata dalle altre abitazioni, in mezzo agli ulivi che caratterizzano il paesaggio delle colline alle spalle di Celle Ligure.
L'edificio è a navata unica, con presbiterio quadrato e piccolo campanile sul lato destro che ricorda nella cupola appuntita il ben più imponente campanile della parrocchiale di San Michele Arcangelo dalla quale la cappella dipende.
La facciata è scandita da lesene bianche su sfondo ocra e alleggerita da due finestre che affiancano l'ingresso e da un piccolo rosone a mezzaluna. L'interno è riccamente dipinto e presenta numerose statue di santi di medie dimensioni. Una tela raffigurante la Vergine si staglia dietro l'altare di stile barocco.